# 麻貴
麻 貴（ま き、マ・クウイ）は、中国明末期の武将。朝鮮氏族の上谷麻氏の始祖である。

## 人物
イスラム教を信仰する回族出身。万暦20年（1592年）に寧夏で起きた哱拝の乱の鎮圧で総兵官として活躍した。父は麻禄、兄は麻錦。
朝鮮遠征（慶長の役）でも総兵に任じられ、李氏朝鮮の救援に向かった。万暦25年（1597年）末より楊鎬と共に攻勢を取り、蔚山城の戦いに参加したが加藤清正の守る蔚山倭城を落とすことはできなかった。万暦26年（1598年）の攻勢でも東路軍を率いて忠州・安東・慶州を経て蔚山倭城を再度攻撃したが、前回攻撃の失敗から慎重に行動した結果、9月下旬に小競り合いが見られた程度に終わった。しかし、乱中雑録には　賊丸如雨。天兵被害。不知其數　とあり明軍にかなりの被害があったと記されている。
万暦38年（1610年）3月より万暦40年（1612年）4月まで遼東総兵官を務めた。

## 一族
麻氏一族には将才に勝る人材が多く、家丁により構成された軍閥の強力さから李成梁一族と共に「東李西麻」と呼びならわされた。（以下、麻貴を中心に記述）
- 麻禄（麻貴の父。大同参将、宣府副総兵。）
  - 麻錦（麻貴の兄。山西総兵官。）
    - 麻承勲（錦の子。遼東副総兵、都督僉事、南京後府僉書。）
    - 麻承恩（錦の子。都督同知、宣府・延綏・大同総兵官。遼東に派遣されたが、退却したため死刑を言い渡される。馬800頭を献じて罪を免れたが、麻家の衰退する原因となった。）
    - 麻承詔（錦の子。寧夏参将。哱拝の乱に功あり。）
    - 麻承訓（錦の子。薊鎮副総兵。）
    - 麻承宣（錦の子。洮岷副総兵。）
    - 麻承宗（錦の子。遼東副総兵。天啓年間の初めに沙嶺で戦死。）

  - 麻貴（本項参照。備倭総兵官。）